# Zapotèque de Rincon du Sud
Ne doit pas être confondu avec Zapotèque de Rincón.
Le zapotèque de Rincon du Sud est une variété de la langue zapotèque parlée dans l'État de Oaxaca, au Mexique.

## Localisation géographique
Le zapotèque de Rincon du Sud est parlé dans l'État de Oaxaca, au Mexique,.